# Dendra-Rüstung

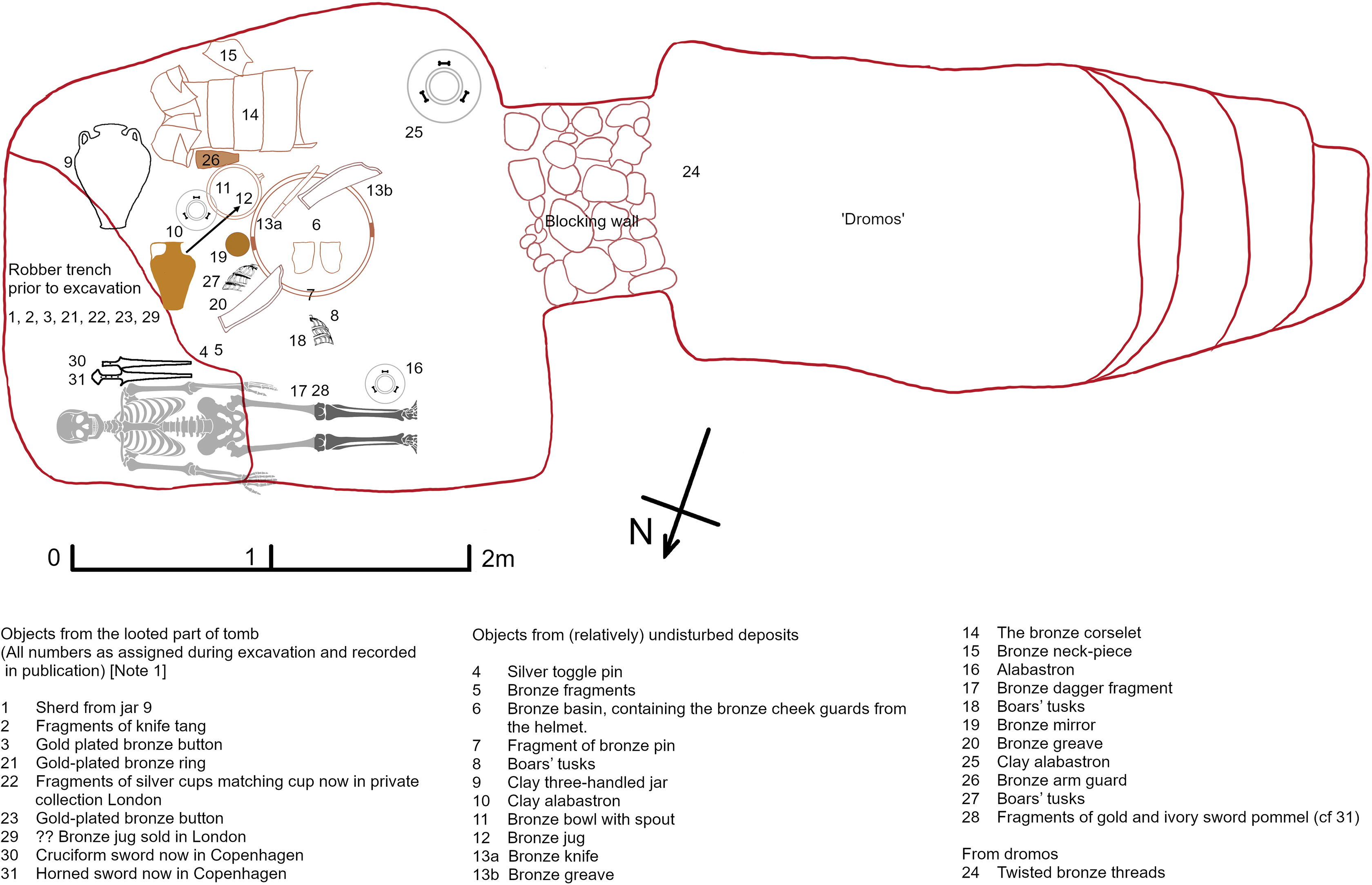
Übersichtsplan des Grabes, in dem die Dendra-Rüstung gefunden wurde, mit Darstellung der Lage der Beigaben.

Die Dendra-Rüstung ist eine antike Schutzwaffe aus dem alten Griechenland. Sie wird heute im Archäologischen Museum von Nafplio ausgestellt.

## Beschreibung
Die Dendra-Rüstung ist aus Bronze hergestellt. Sie besteht aus einem Brustpanzer, einem Rückenpanzer, sechs Panzerringen, mehrteiligen Schulterpanzern, einem Halsschutz und einem Eberzahnhelm. Der Helm ist aus Leder und mit polierten Eberzähnen belegt. Auf der Oberseite ist eine Befestigung angebracht, die wahrscheinlich für einen Federbusch gedacht war. An den Seiten sind Wangenklappen aus Bronze, der Halsschutz ist rund und liegt auf dem Brustpanzer auf. Er ist mit einem gebogenen Rand versehen und schützt das Gesicht etwa bis zum Kinn des Trägers. Der Brustpanzer besteht ebenfalls aus Bronze und besitzt einen Brust- und einen Rückenteil. Diese Teile konnten wahrscheinlich mit Lederbändern verbunden werden. Unterhalb des Brust- und Rückenpanzers sind sechs Bronzehalbringe, je drei auf der Vorder- und Rückseite, die untereinander beweglich verbunden sind. Der letzte Ring auf der Rückseite ist breiter als der letzte Ring auf der Vorderseite und steht somit nach unten über den Vorderring. Die Schulterpanzer bestehen aus mehreren, beweglich miteinander verbundenen Plattenteilen. Die Mehrteiligkeit sorgte für eine bessere Beweglichkeit der Arme des Trägers. Zu der Rüstung gehörten wahrscheinlich noch Armschienen und Beinschienen. An den Füßen wurden die zu dieser Zeit üblichen Sandalen getragen. Alle Außenränder der Rüstungsteile waren wahrscheinlich mit Leder gepolstert, um den Träger vor den scharfen Kanten zu schützen.
Die Rüstung wurde in Dendra, einem Dorf in der Nähe der Stadt Mykene gefunden. Es handelt sich hierbei bis heute um ein Einzelstück. Eine reguläre Massenverwendung kann noch nicht nachgewiesen werden.
Versuche mit Nachbauten der Rüstung im Jahr 2023 ergaben, dass sie die Bewegungsfreiheit von Fußsoldaten wenig einschränkte und guten Schutz in der damaligen „Hit and Run“-Taktik bot, wie Homer sie beschrieben hatte. 13 griechische Elitesoldaten kämpften mit den Nachbauten über 11 Stunden am Stück in einer simulierten Bronzezeitschlacht ohne anstrengungsbedingt abbrechen zu müssen. Dadurch konnte die frühere Annahme, die Rüstung sei zu schwer und bewegungseinschränkend für den Fußkampf, widerlegt werden.